# St. Maria vom heiligen Rosenkranz zu Walsrode

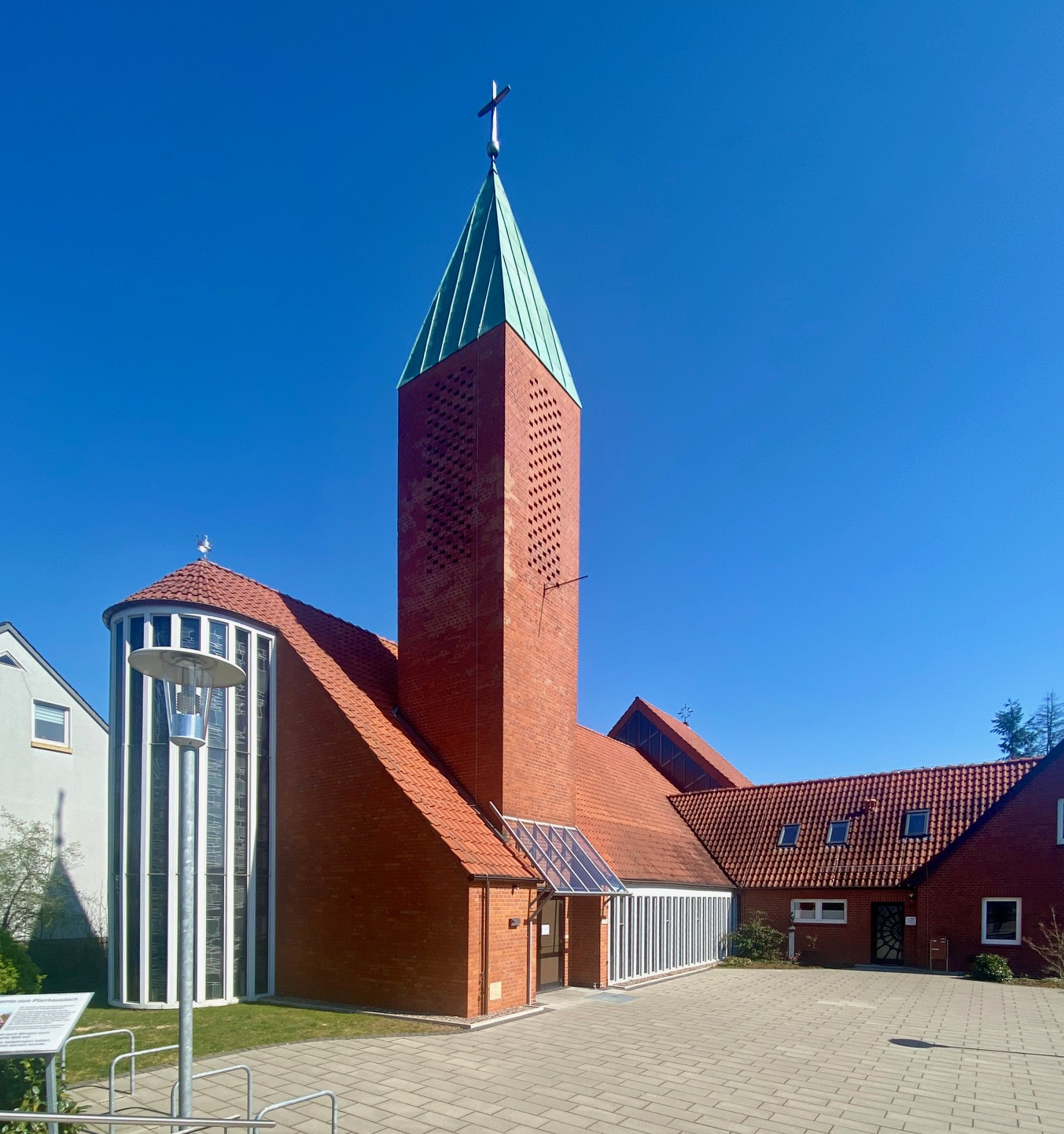
Pfarrkirche St. Maria Walsrode

Die römisch-katholische Kirche St. Maria vom heiligen Rosenkranz im niedersächsischen Walsrode ist die 1950–1951 erbaute Pfarrkirche der seit 2004 gleichnamigen Pfarrgemeinde St. Maria im Dekanat Verden (Aller) des Bistums Hildesheim.

## Einzugsbereich der Gemeinde
Zur Pfarrgemeinde gehören seit dem 1. August 2004 noch die Filialkirchen St. Maria von den Sieben Schmerzen in Bad Fallingbostel, Herz Jesu in Visselhövede und Heilig Geist in Benefeld. Ihr gehören rund 4.300 katholische Christen im Bereich der genannten Städte und Gemeinden an. Am 1. August 1956, nach anderer Quelle erst am 3. Dezember 1963, wurde die bisherige Kuratie Walsrode zur Pfarrei erhoben.

## Kirchengebäude
Bereits vor dem Ersten Weltkrieg erwarb Bischof Adolf Bertram in den seit der Reformation protestantisch geprägten beiden zentralen Städten der westlichen Lüneburger Heide, Soltau und Walsrode (hier 1914), Grundstücke für Kirchenneubauten. Während es in Soltau schon 1914/15 zum Bau der Kirche Sankt Maria vom heiligen Rosenkranz kam, musste Walsrode noch bis nach dem Zweiten Weltkrieg auf seine Kirche warten. Katholische Gottesdienste fanden in Walsrode bereits in einem behelfsmäßigen Raum statt, der in der Zeit des Nationalsozialismus am 23. Oktober 1943 beschlagnahmt wurde. Nach dem Zweiten Weltkrieg hatten die katholischen Gemeinden der Lüneburger Heide durch den Zuzug von Flüchtlingen und Vertriebenen ein starkes Wachstum zu verzeichnen.

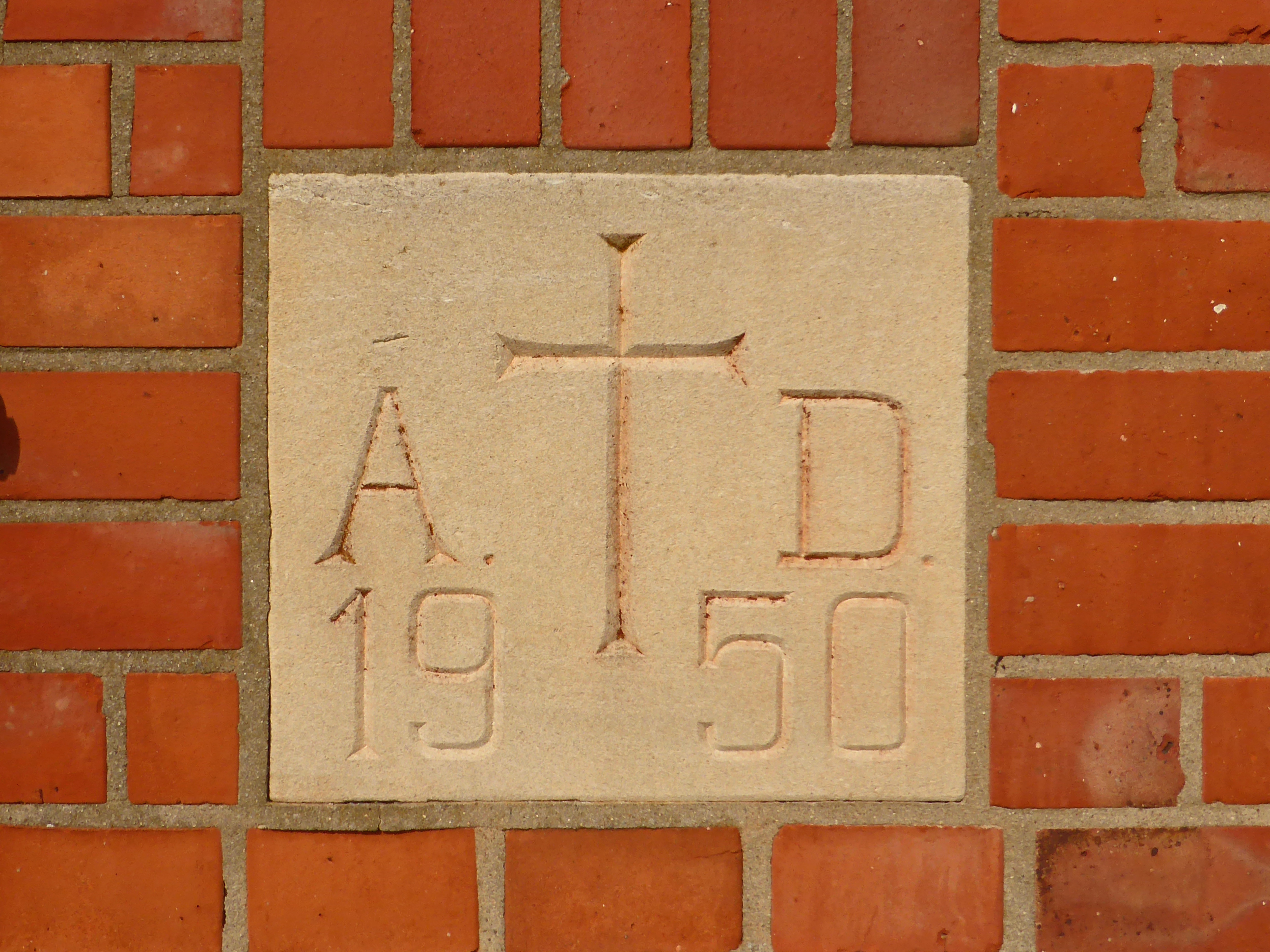
Grundstein

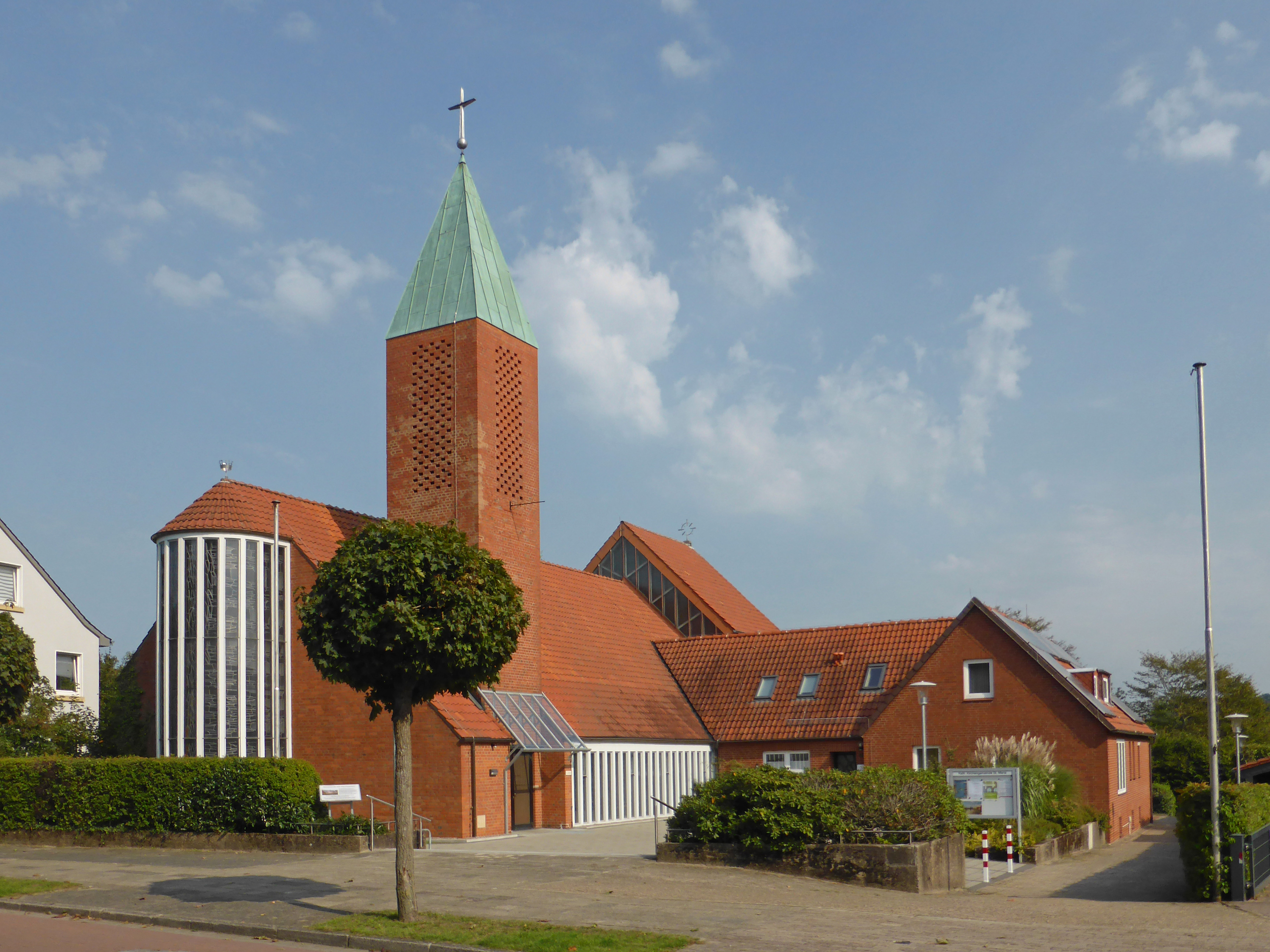
Kirche und Pfarrhaus

Die geostete Kirche steht auf dem Grundstück Sunderstraße 32. Das nach Plänen des Architekten Bernhard Lippsmeier (1885–1958) aus Paderborn 1950–1951 errichtete Gebäude ist ein sachlich gehaltener Bau mit einem zentral angeordneten Glockenturm. Am 24. Juli 1950 erfolgte der erste Spatenstich, am 15. Oktober 1950 folgte durch Generalvikar Wilhelm Offenstein die Grundsteinlegung, und am 23. Juni 1951 durch Bischof Joseph Godehard Machens die Kirchweihe.
Ab Anfang November 1962 erfolgte ein Umbau und eine Erweiterung der Kirche nach Plänen des Architekten Theo Scholten, die am 14. Dezember 1963 von Weihbischof Heinrich Pachowiak neu konsekriert wurde.
Die Kirchenfenster entstanden 1965 nach Entwürfen von Josef Nienhaus aus Wessum und wurden durch die Werkstätten für Glaskunst Otto Peters aus Bottrop ausgeführt.
Das Pfarrheim wurde am 11. November 1984 durch Bischof Josef Homeyer eingeweiht, am 17. April 1988 folgte die Weihe von vier neuen Glocken.

## Heutiges Gemeindeleben
Bedeutende Gruppen innerhalb der Gemeinde bilden heute neben den ehemaligen Flüchtlingen und ihren Nachkommen Zugezogene aus Süd- und Westdeutschland, die Spätaussiedler aus Polen und der ehemaligen Sowjetunion sowie Gemeindemitglieder italienischer Herkunft.